# Родшер
Родшер (рус. Родшер; фин. Ruuskeri; швед. Rödskär) малено је острво у источном делу Финског залива Балтичког мора. Налази се на око 18 километара источно од острва Гогланда и представља најзападнији део Лењинградске области Руске Федерације. Острво административно припада Кингисепшком рејону.
Острво је ненасељено, а на њему се налази светионик (саграђен 1806), висине 19 метара, који ради по аутоматском режиму. У саставу Русије налази се од 1743. године. Од 1920. до септембра 1944. острво је било у саставу државе Финске.